# Sopwith Dolphin

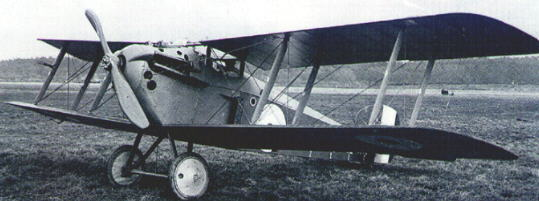
Sopwith Dolpin

Sopwith Dolphin är ett enmotorigt jaktflygplan vilket tjänstgjorde under första världskriget. Den första prototypen av flygplanet rullade ut från Sopwiths fabrik den 23 maj 1917 och flögs sedan till Frankrike för utvärdering under fältmässiga förhållanden vid No 60 Sqn. Royal Flying Corps (RFC). Flygplanet var det enda av Sopwiths konstruktioner som försetts med en vätskekyld motor istället för den vid tidpunkten vanliga stjärnmotorn. Motorvarianten som valdes för Sopwith Dolphin var en vattenkyld Hispano-Suiza 8B på 200 hästkrafter. Som standardbeväpning installerades två stycken kulsprutor av Vickerstyp och kunde även förses med ytterligare två kulsprutor av Lewistyp, de senare avsedda att kunna avlossas uppåt istället för i flygplanets färdriktning. En del i flygplanets karaktär var att det stallade relativt kvickt och en oerfaren pilot kunde ha svårigheter att hålla flygplanet i balanserad planflykt. Däremot var många piloter av uppfattningen att roderkontrollerna inte var lika känsliga som på flera samtida flygplantyper inom Royal Flying Corps.